# Wolfgang Biermann

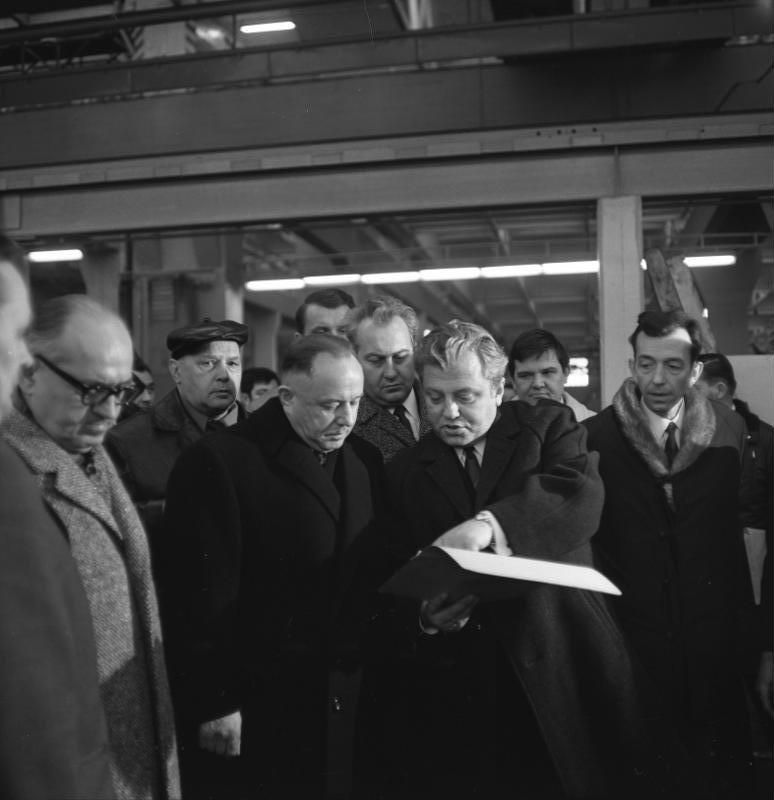
Wolfgang Biermann mit Erich Mielke (1970)

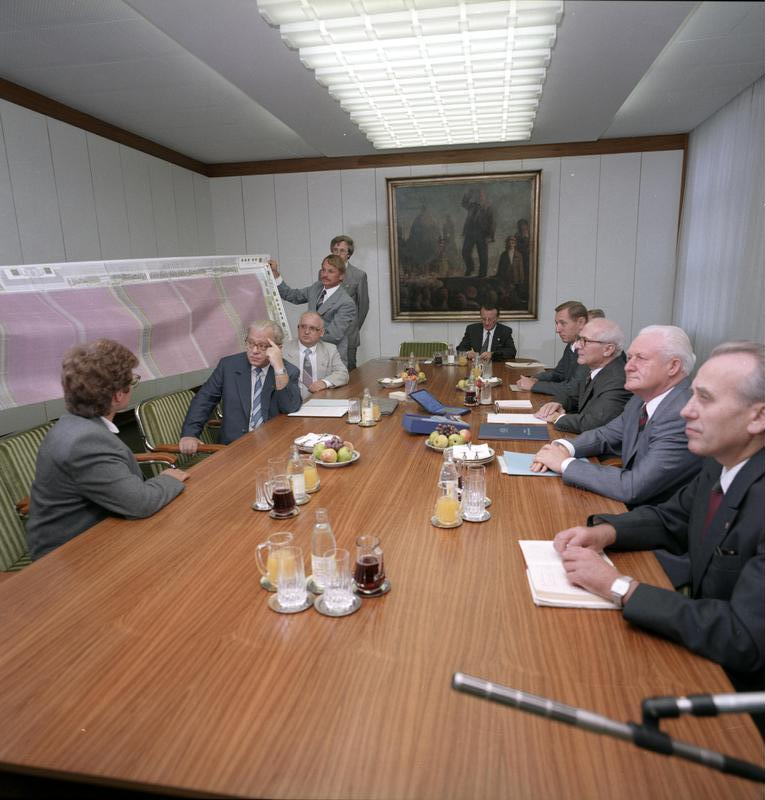
Wolfgang Biermann (2. v. l.) bei der Übergabe der 1-Megabit-Speicherschaltkreise an Erich Honecker

Wolfgang Biermann (* 29. November 1927 in Leipzig; † 18. Juli 2001 in Völklingen) war von 1975 bis 1989 Generaldirektor des VEB Carl Zeiss Jena und in den 1980er Jahren Leiter der Projektgruppe für territoriale Rationalisierung in Jena. Er war Mitglied des Zentralkomitees der SED.

## Leben
Biermann beantragte am 12. Februar 1944 die Aufnahme in die NSDAP und wurde zum 20. April desselben Jahres aufgenommen (Mitgliedsnummer 9.994.063). Er war 1946 bis 1947 Mitglied der LDPD und wurde 1952 Mitglied der SED und 1976 Mitglied des Zentralkomitees der SED. In seiner Heimatstadt Leipzig absolvierte er eine Maschinenschlosserlehre und ein Fernstudium zum Ingenieur für Maschinenbau. Er war langjährig als Generaldirektor im VEB Werkzeugmaschinenkombinat „7. Oktober“ in Berlin tätig und wurde 1966 mit dem Ehrentitel Held der Arbeit ausgezeichnet.
Um die Rentabilität des Kombinates VEB Carl Zeiss Jena zu erhöhen, wurde er im Oktober 1975 vom ZK-Sekretär der SED für Wirtschaftsfragen Günter Mittag als Generaldirektor eingesetzt. Mehrmals konnte der VEB Kombinat Carl Zeiss Jena technische Entwicklungen präsentieren, die internationalem Niveau entsprachen, u. a. die Entwicklung der Multi-Spektral-Kamera MKF6 – einer Kamera zur Aufnahme der Erdoberfläche in verschiedenen Spektralbereichen aus dem Erdorbit in den 1970er Jahren oder die Präsentation des ersten 1-MBit-Speicherschaltkreises U61000 im Wirtschaftsraum des RGW am 12. September 1988.
Biermann promovierte, erhielt eine Ehrendoktorwürde (Dr. h.c.) und hielt an der Friedrich-Schiller-Universität Jena gelegentlich Vorlesungen im Bereich Wirtschaftswissenschaften mit einem eigenen Lehrstuhl. Auf die Namensergänzungen (Prof. Dr. Dr. h.c. Biermann) legte er im offiziellen Bereich, etwa im Schriftverkehr, großen Wert.
Im Jahr 1977 bekam er den Vaterländischen Verdienstorden in Gold und 1987 den Karl-Marx-Orden verliehen. 1988 gehörte Biermann zum Kollektiv aus Wissenschaftlern des ZMD, des Instituts für Halbleiterphysik der Akademie der Wissenschaften der DDR und der Technischen Universität Karl-Marx-Stadt, das für die Entwicklung des 1-Megabit-Speicherschaltkreises U61000 mit dem Nationalpreis der DDR I. Klasse für Wissenschaft und Technik ausgezeichnet wurde.

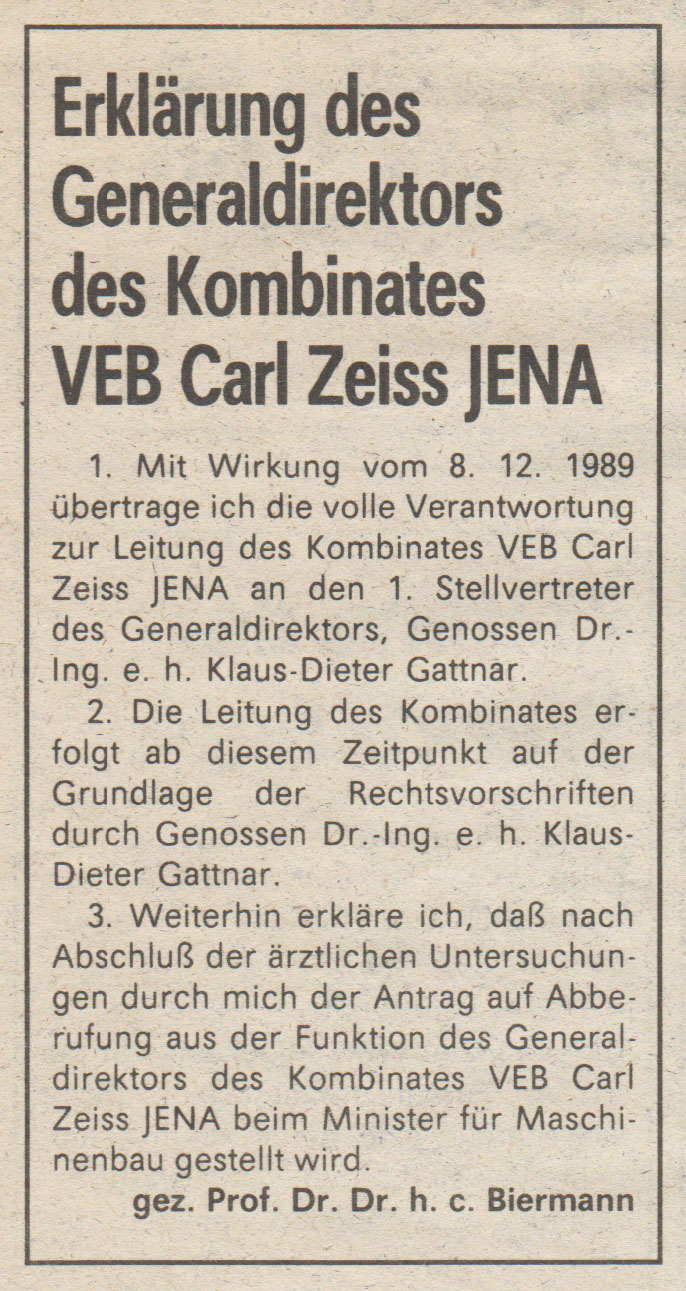
Zeitungsartikel zur Rücktrittserklärung (Dez. 1989)

1988 wurde unter der Leitung von Wolfgang Biermann und der Interessengemeinschaft für territoriale Rationalisierung, eine Ausflugsgaststätte auf dem Jenaer Hausberg rekonstruiert. Dies geschah mit dem Ziel, diese zu Repräsentationszwecken zu nutzen (Empfang und Bewirtung offizieller Gäste). Um den von Biermann gesetzten Termin des 39. Jahrestages der DDR am 7. Oktober 1988 einhalten zu können, wurden Angehörige der Kampfgruppen und andere Werktätige des VEB Carl Zeiss eingesetzt. Derartig jedoch nie genutzt, wurde das Objekt von Biermann nach der Wiedereröffnung, der Allgemeinheit als Ausflugsgaststätte unter dem ursprünglichen Namen Wilhelmshöhe zur Verfügung gestellt.
1989 war gegen ihn ein Gerichtsverfahren wegen Untreue zum Nachteil sozialistischen Eigentums anhängig. Er hatte Exponate aus dem Optischen Museum Jena, welches zahlreiche Exponate aus der Produktionsgeschichte der Zeiss-Werke ausstellt, im Wert von 280.000 Mark an offizielle Besucher verschenkt. Ein Haftbefehl der DDR konnte nicht vollstreckt werden, weil Biermann von der Funktion des Generaldirektors am 8. Dezember 1989 zurücktrat. Er übertrug die Leitung des Kombinats an seinen 1. Stellvertreter Dr.-Ing. e. h. Klaus-Dieter Gattnar und stellte beim Minister für Maschinenbau den Antrag auf seine Abberufung.
Noch vor der deutschen Wiedervereinigung siedelte Wolfgang Biermann nach Saarbrücken in die Bundesrepublik über.
Nach der Wiedervereinigung war Biermann im Saarland und in Köln noch mehrere Jahre als Wirtschaftsberater tätig. Bereits in den 1980er Jahren erlitt Biermann mehrere Herzinfarkte. 2001 verstarb er an den Folgen eines weiteren Infarktes.

## Einschätzung
Biermann wird ein charismatischer Charakter und ein sehr autoritärer Führungsstil sowie ein beleidigender und schikanöser Umgang gegenüber den direkten Untergebenen – den Betriebsdirektoren des Kombinats – nachgesagt. Andererseits war er bekannt für den freundschaftlichen Umgang mit den Arbeitern und Angestellten der Betriebe und den Bürgern der Stadt Jena, deren Interessen er oft persönlich vertrat und deren Sympathien er gewinnen konnte.
Seinen Führungsstil beschrieb der Zeiss-Boss, der jeden duzte, für sich aber Wert auf die Anrede General legte, vor Mitarbeitern so:

„Bei mir kriegt jeder Leiter een Strick um den Hals, den zieh’ ick langsam zu, und manchmal laß’ ick etwas nach.“

Um Biermann rankten sich im Jenaer Raum bereits zur Zeit seiner Tätigkeit als Generaldirektor viele Anekdoten, deren Wahrheitsgehalt heute oft nicht mehr nachprüfbar ist. So soll er beispielsweise die Betriebsdirektoren an einem Sonntagmorgen kurzfristig in sein Büro im 14. Stockwerk bestellt haben, stellte aber den Betrieb der Fahrstühle ein und kanzelte die Betreffenden, als sie zum Teil erschöpft und zu spät eintrafen mit dem Argument ab, dass man immer mit technischen Störungen zu rechnen hätte.
Eine andere Geschichte berichtet, dass Biermann in den 1980er Jahren während eines starken Wintereinbruches die Betriebsdirektoren einbestellte und diese persönlich nach Ausgabe entsprechender Gerätschaften zur Schneebeseitigung heranzog und gleichzeitig eine Auswahl Werktätiger auf Kosten des Kombinates in den Betriebskantinen mit warmen Getränken versorgte.
Eine weitere Episode ereignete sich in den 1980er Jahren: Zahlreiche weibliche Werktätige des VEB Carl Zeiss beschwerten sich, weil sie in Jena angeblich kaum zumutbare Unterwäsche kaufen könnten (eine der zahlreichen Versorgungslücken) und falls es doch sehr gelegentlich solche zu kaufen gab, diese schon weit vor dem Arbeitsschluss von anderen Werktätigen gekauft sei. Biermann reagierte, indem er eine begrenzte Menge Unterwäsche (Import aus dem westlichen Ausland) innerhalb des Betriebes verkaufen ließ.
Bekannt war Biermann in Jena auch durch seinen luxuriösen-absolutistischen privaten Lebensstil, mit dem er sich oft über bestehende Gesetze und Vorschriften hinwegsetzte: So wurde in den 1970er Jahren ein unter Denkmalschutz stehendes Gebäude – das Wohnhaus des Theologen Karl von Hase – abgerissen, weil dieses ihm von seinem Wohnsitz die Aussicht in die Umgebung von Jena beeinträchtigte.